# Panthea latefasciata
Panthea latefasciata är en fjärilsart som beskrevs av Hans Rebel. Panthea latefasciata ingår i släktet Panthea och familjen Pantheidae. Inga underarter finns listade i Catalogue of Life.